# Tetragnatha maka
Tetragnatha maka là một loài nhện trong họ Tetragnathidae.
Loài này thuộc chi Tetragnatha. Tetragnatha maka được miêu tả năm 1994 bởi Gillespie.